# Services Reconnaissance Department
Le Services Reconnaissance Department (SRD) (également connu comme l’Inter-Allied Services Department (ISD) et le Special Operations Australia (SOA)) est une agence de renseignement militaire australienne ainsi qu'une unité de reconnaissance spéciale, au cours de la Seconde Guerre mondiale.

## Histoire
Autorisé par le Premier ministre John Curtin en mars 1942, après le déclenchement de la guerre avec le Japon, l'Inter-Allied Services Department est formé le 17 avril 1942 avec l’approbation du général australien Thomas Blamey et sur le modèle du Special Operations Executive britannique (SOE) et organisée initialement par un de ses agents, le lieutenant-colonel britannique G. Egerton Mott. Pour des raisons de sécurité, il est nommé ISD et son existence n’est connue que du premier ministre et du Haut Commandement,.
Le 6 juillet 1942, un organe de contrôle l’Allied Intelligence Bureau (en) (AIB) est formé pour coordonner les opérations de l'ISD et d'autres organisations similaires et ce dernier devient pleinement opérationnel en décembre 1942. L’ISD est connu comme la section A au sein de l'AIB. En février 1943, l'ISD est dissous et un nouveau corps appelé Special Operations Australia qui est formé en avril 1943 et qui n’est plus sous le contrôle de l'AIB, reprend ses attributions. On donne le nom de couverture Services Reconnaissance Department (SRD) au SOA en mai 1943 en raison de la similitude des initiales entre SOA et SOE et pour ne pas compromettre la sécurité. L’unité spéciale Z (en) est transférée de l'AIB au SOA et une nouvelle unité est créée pour l'AIB, unité spéciale M (en),.
Le SOA supervise la collecte de renseignements, les opérations de reconnaissance et de raids dans les zones sous occupation japonaise de la Nouvelle-Guinée, des Indes orientales néerlandaises, du Timor portugais, la péninsule Malaise, Bornéo britannique (en) et Singapour,.